# Karen Kah
Pour les articles homonymes, voir Kah.
Karen Kah, née Karen Gardiner le 17 mai 1960 à Adélaïde, est une patineuse de vitesse sur piste courte australienne.

## Biographie
Elle participe aux épreuves de patinage de vitesse sur piste courte aux Jeux olympiques de 1992 mais est rapidement éliminée.
Aux épreuves de patinage de vitesse sur piste courte aux Jeux olympiques de 1994, elle arrive 12e au 500 mètres et 12e au 1 000 m.